# Escudo de armas del estado Bolívar
El escudo de armas del Estado Bolívar se compone de dos campos de colores azul y oro. 

## Descripción
El color azul simboliza el esplendor del cielo. 
El oro, la riqueza aurífera de la región de Guayana. 
En la parte superior del fondo azul y formando un arco, se encuentran siete estrellas que representan las siete provincias que se consideraban en 1811 para declarar la independencia nacional venezolana, y la octava estrella simboliza el emblema de la provincia de Guayana, al igual que en la bandera de este estado venezolano.
En el campo inferior, corre un río de oro en representación del río Orinoco. Sobresaliendo de las aguas, se ve una gran roca que se conoce como la “Piedra del Medio”. Sobre ella está sentada una mujer indígena que apoya su brazo izquierdo en un ánfora de arcilla, que vierte agua sobre el cauce del río en señal de lo inagotable del caudal del Orinoco. Hacia la izquierda del campo azul, aparece un caduceo como blasón del comercio; y a la derecha, en la misma posición, un pico como símbolo del trabajo y de la industria minera. Coronando al escudo, y en fondo plata, un triángulo radiante con un ojo en el centro, el cual representa la mirada de la providencia protegiendo el territorio del Estado Bolívar.
Las ramas de olivo, emblema de paz, rodean al escudo. El punto de unión de las ramas ostenta un lazo de cinta dorada en el cual se leen las siguientes fechas: al centro, 5 de julio de 1811, fecha de la Declaración de Independencia de Venezuela; a la izquierda, 15 de febrero de 1819, fecha de instalación del Congreso de Angostura; y a la derecha, 16 de diciembre de 1863, fecha en que Guayana se incorporó a la República Federal.